# De heldendaden
Heer Bommel en zijn heldendaden of kortweg De heldendaden is het 120ste verhaal uit de Bommelsaga, geschreven en getekend door Marten Toonder. Het verhaal verscheen voor het eerst op 18 augustus 1967 en liep tot 6 november van dat jaar.

## Samenvatting
De buurvrouw van Heer Bommel, Anne Marie Doddel is zeer enthousiast over de heldendaden van een landbouwer en commissaris Bulle Bas. Tijdens de gezamenlijke wandeling van de twee buren zien ze een kind vanaf een brug in het water vallen. De kasteelheer slaat al reddend een modderfiguur terwijl zijn buurvrouw het kind bekwaam uit het water vist. Het aangeboden kopje thee slaat de bemodderde held gebroken af.
Heer Bommel legt later aan zijn jonge vriend uit: “Het leven van een heer heeft geen zin, wanneer hij niet meer kan tonen, dat hij meer is dan een ander.”
Op de hierop volgende avondwandeling komen ze Kwetal tegen. Heer Bommel klaagt ook tegen hem dat anderen de eer krijgen van dingen, die hij zelf had willen doen. Intussen heeft voor het eerst in de verhalenserie heer Bommel een bril bij zich. Hij wil zijn bril wel aan Kwetal afstaan, als die hem met zijn probleem wil helpen. De dwerg verwijst hem naar de heks Hillegien.  Zij is te vinden bij volle maan op de driesprong bij het knekelhof. Tom Poes vindt het geen goed idee.
Hillegien wil wel helpen en ze verkoopt heer Ollie een kraaienpoot. Die geeft hem eer voor dingen waar hij niet aan toe is gekomen. Ze weigert bankbiljetten maar accepteert een gouden munt van de goede vader van de kasteelheer. Maar hij krijgt wel de waarschuwing mee dat hij aan zijn maat moet denken. In het bos weet hij meteen al twee anonieme rovers buiten gevecht te stellen, die het op de belastinggelden in de dienstauto van ambtenaar Dorknoper hadden voorzien. In de stad vangt hij onbewust de uit het raam vallende weduwe Muntjesjager op. Op zijn kasteel presenteert een glunderende bediende Joost hem het ochtendblad. In de spiegel ziet de nieuwbakken held zijn spiegelbeeld al kleiner worden.
De kraaienpoot helpt dus heer Ollie inderdaad aan heldenroem, al speelt zijn slechts toevallige aanwezigheid een duidelijke rol. Voor het stadsbestuur is het voldoende, want er dreigt een milieuramp. Professor Prlwytzkofsky en zijn assistent Alexander Pieps hebben een donkere wolk in het oosten waargenomen. Heer Bommel wordt aangezocht deze te bestrijden door met een vliegtuigje ‘retentare zouten’ uit te strooien. Het actieve heldendom staat hem echter tegen en bovendien wil de vliegtuigmonteur Elker Avegaar zelf en in zijn eentje de ramp gaan bestrijden. Bij zijn moeizame landing bij terugkomst ontfermt heer Bommel zich meteen over hem en krijgt zo toch ongewild alle eer voor de actie. De kasteelheer laat zich alles aanleunen en ontvangt de gouden medaille van de stad uit handen van burgemeester Dickerdack. Hij wordt vervolgens thuis geconfronteerd met een verder gekrompen spiegelbeeld.
De volgende dag is de wolk alweer terug. Na rapportage door de professor besluit burgemeester Dickerdack heer Bommel nu te voet naar het oosten te sturen. Hij haalt zijn vriend Tom Poes op, om de tocht voor te bereiden. Op zijn kasteel worden ze samen met Joost eerst nog getroffen door een observatieraket van Elker Avegaar. Die wilde zo nodig de held uithangen en per raket de wolk benaderen, maar hij raakte uit koers.
Met Tom Poes gaat heer Bommel op zoek naar de bron om dan in ieder geval iets te doen waar hij vrede mee kan hebben. Tom Poes ziet een pijp uit de grond steken, die zware smook uitstoot. Door die samen met zijn vriend dicht te stoppen kan hij de milieuverontreiniging stoppen. Alleen verplaatst deze vervuiling zich vervolgens naar binnen in de fabriek die deze veroorzaakt en die net door burgemeester Dickerdack geopend wordt. Directeur Gladjager heeft de burgemeester heel wat uit te leggen.
Het is de net ontboden technicus Avegaar die de situatie moet redden. Hij schudt heer Bommel driftig door elkaar waarbij zijn bezittingen uit zijn jas vallen. Vervolgens ontstopt hij de verstopte afvoerpijp van de fabriek. Directeur Gladjager heeft alsnog zijn burgemeesterlijke opening maar de afvoerpijp spuit weer zwarte rook uit. Terwijl de twee vrienden naar huis lopen laat Tom Poes de kraaienpoot zien die hij gevonden heeft. Na innerlijke strijd werpt Heer Bommel het heksending weg.
Bij thuiskomst staat er een woedende menigte, aangevuurd door Elker Avegaar, hem op te wachten. Heer Bommel gaat uitgeblust in zijn leunstoel zitten. Hij slaat zijn maaltijd af en geeft opdracht alle spiegels te verwijderen. Maar Tom Poes gaat buiten op onderzoek uit. Hij komt Kwetal tegen die de leesbril wil teruggeven en Hillegien die de weggeworpen kraaienpoot zoekt. De moedeloze kasteelheer stuit op het drietal. Het weggooien van de kraaienpoot is volgens de heks Hillegien iets waar je heldenmoed voor nodig hebt. Kwetal geeft de leesbril terug.
Heer Bommel begrijpt nu dat echte heldendaden in stilte en eenzaamheid worden bedreven. Nu hij zijn maat weer kent, vindt hij ook weer gepaste troost bij Doddeltje, die de twee vrienden uitnodigt voor een maaltijd van boerenkool met rode wijn. Heer Bommel kijkt tevreden naar zijn hernieuwde spiegelbeeld boven de eettafel.
De professor is blij dat hij de donkere wolk in het oosten begrijpt. Zijn assistent klaagt echter over zijn witte jas en zijn longblaasjes. Zijn baas vindt dat zijn terrein niet, de wolk is geanalyseerd. De burgemeester is het in stilte met Alexander Pieps eens. Misschien was de daad van Bommel nog zo gek niet. Als de wind verkeerd is, zitten we in Rommeldam toch nog met de kwalen.

## Voetnoot
1. ↑  Dit is de historische plek waar de twee vrienden elkaar voor het eerst tegen kwamen. Zie het verhaal: In de tovertuin
2. ↑  Dit is het officiële advies van professor Prlwytzkofsky aan de burgemeester.
3. ↑  Zij zegt: “Weggeworpen dingen waar kracht in zit zijn gevaarlijk.”